# Carex vestita
Carex vestita är en halvgräsart som beskrevs av Carl Ludwig von Willdenow. Carex vestita ingår i släktet starrar, och familjen halvgräs. Inga underarter finns listade i Catalogue of Life.